# D987 (Lozère)
De D987 is een departementale weg in het Zuid-Franse departement Lozère. De weg loopt van de grens met Haute-Loire via Saint-Alban-sur-Limagnole en Aumont-Aubrac naar de grens met Aveyron. In Haute-Loire loopt de weg als D587 verder naar Esplantas. In Aveyron loopt de weg verder als D987 naar Espalion.

## Geschiedenis
Oorspronkelijk was de D987 onderdeel van de N587. In 1973 werd de weg overgedragen aan het departement Lozère, omdat de weg geen belang meer had voor het doorgaande verkeer. De weg is toen omgenummerd tot D987.